# Szlak Parkowy

Szlak Parkowy - czarny znakowany szlak turystyczny w województwie śląskim.

## Informacje ogólne
Szlak łączący dwa miejskie parki w Katowicach - Park Kościuszki i Katowicki Park Leśny. Łączy także główne szlaki w mieście: Szlak Bohaterów Wieży Spadochronowej, Szlak Historii Górnictwa Górnośląskiego i Katowicki Szlak Spacerowy.

## Przebieg szlaku
- Park Kościuszki (Kościół św. Michała Archanioła)
- Osiedle Zgrzebnioka
- Muchowiec
- Katowicki Park Leśny.